# 撒拉·亚当斯
莎拉·亚当斯（Sarah Fuller Flower Adams，1805年2月22日—1848年8月14日）是一位英国诗人，以赞美诗《與主更親近》（Nearer, My God, to Thee）著称。
莎拉于1805年2月22日，出生在英格兰埃塞克斯郡哈洛，1806年9月在毕晓普斯托福德的教堂受洗。
1848年8月14日，莎拉·亚当斯在伦敦去世，年仅43岁，安葬在哈洛附近的福斯特街公墓，父母和姐妹旁边。